# Manciano La Misericordia
Manciano La Misericordia è una frazione del comune italiano di Castiglion Fiorentino, nella provincia di Arezzo, in Toscana.
Il paese è noto per aver dato i natali all'attore Roberto Benigni; nel 1999 vi venne inaugurato il Parco della Creatività, vicino al quale svetta una statua dell'artista toscano, realizzata dallo scultore Andrea Roggi.

## Storia

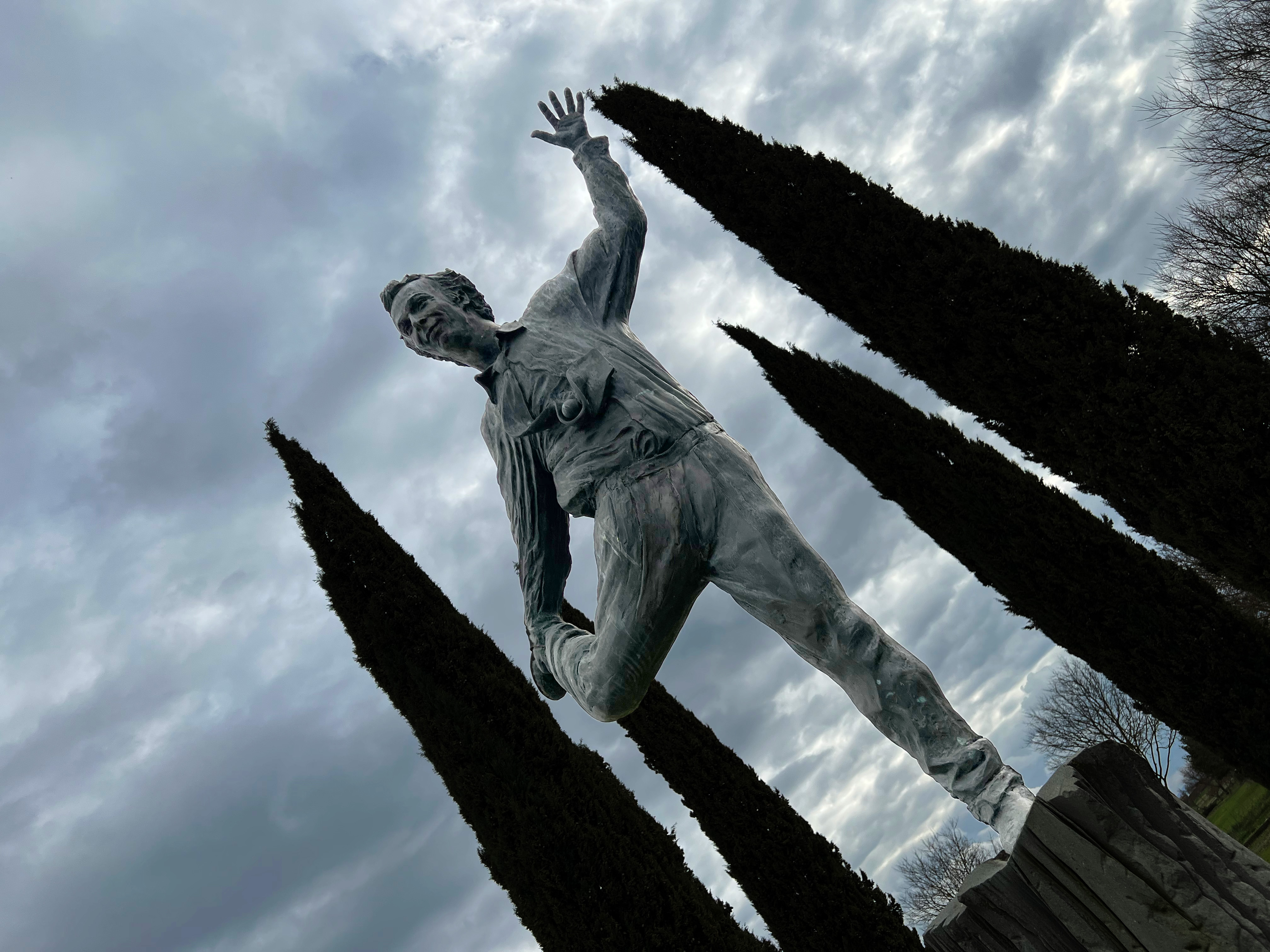
La scultura Alla creatività dedicata a Roberto Benigni

Il borgo si sviluppò nel corso del XVIII secolo in seguito alle riforme lorenesi, divenendo in breve tempo un vivace centro rurale dotato di una propria parrocchia. Nel 1845 si contavano a Manciano La Misericordia circa 980 abitanti.
Nel 1921 gli abitanti erano aumentati a 1 641, mentre nel censimento del 1931 erano leggermente calati a 1 551. La frazione subì un calo demografico a partire dagli anni sessanta, registrando 217 abitanti nel 1981, poi aumentati a 437 nel 2011.

## Monumenti e luoghi d'interesse

### Chiesa di Santa Maria della Misericordia
La chiesa parrocchiale di Santa Maria della Misericordia è situata al centro della frazione ed è costituita da tre navate. Ricostruita nei primi anni del XX secolo, presenta una facciata a salienti in pietra a vista, con una parte centrale a capanna di altezza maggiore rispetto alla copertura della navata principale; il portale con lunetta ad arco è sovrastato da una trifora. Le parti laterali sono caratterizzate da due corpi simmetrici e identici sui quali si apre una porta architravata con un piccolo rosone. L'interno presenta una serie archi a tutto sesto incolonnati che delimitano la navata centrale da quelle laterali.

### Monumento a Roberto Benigni
Alta 4,5 metri e realizzata in bronzo e pietra serena nel 1999, la statua, dal titolo Alla creatività, è opera dello scultore Andrea Roggi, nato in quel luogo esattamente come Roberto Benigni. L'attore è raffigurato in una singolare posa, con la gamba destra sorretta all'indietro dalla mano destra, mentre la mano sinistra viene porta in alto in segno di saluto. L'attore è raffigurato con i classici capelli scarmigliati e il volto sorridente, inoltre nel torace del personaggio è presente una sfera, distintiva delle opere dell'autore.
Si sono registrati episodi vandalici ai danni della statua, a cui, pochi mesi dopo l'inaugurazione, fu segata nottetempo una gamba, poi oggetto di restauro. Ulteriori episodi vandalici ai danni dell'opera si sono verificati a luglio 2020, quando ignoti la hanno imbrattata con vernice rossa, macchiando il basamento e parte delle gambe. L'episodio ha attirato l'attenzione dei mass media dal momento che il fatto è stato commentato sia da parte del critico d'arte Vittorio Sgarbi, sia dallo stesso Benigni.

## Infrastrutture e trasporti
La frazione è attraversata dalla strada provinciale 25 che collega Castiglion Fiorentino con Lucignano, passando per Marciano della Chiana.